# Gezer (kibuc)
Gezer (hebrejsky גֶּזֶר, v oficiálním přepisu do angličtiny Gezer) je vesnice typu kibuc v Izraeli, v Centrálním distriktu, v Oblastní radě Gezer.

## Geografie
Leží v nadmořské výšce 124 metrů na pomezí hustě osídlené a zemědělsky intenzivně využívané pobřežní nížiny a regionu Šefela, na jihovýchodním okraji aglomerace Tel Avivu.
Obec se nachází 22 kilometrů od břehu Středozemního moře, cca 25 kilometrů jihovýchodně od centra Tel Avivu a cca 32 kilometrů severozápadně od historického jádra Jeruzalému. Gezer obývají Židé, přičemž osídlení v tomto regionu je etnicky převážně židovské.
Gezer je na dopravní síť napojen pomocí lokální silnice číslo 424.

## Dějiny
Gezer byl založen v roce 1945. Šlo tehdy o významný a izolovaný opěrný bod židovského osídlení na spojnici mezi Tel Avivem a Jeruzalémem. V areálu kibucu je pohřbeno 28 bojovníků (z toho 19 členů kibucu Gezer), kteří padli v roce 1948 během války za nezávislost při bitvě o tuto vesnici. Nedaleko odtud totiž ležela lokalita Latrun, která byla v průběhu války opakovaně ohniskem těžkých bojů. Během jednoho z arabských protiútoků byla dokonce osada Gezer 10. června 1948 dočasně dobyta Araby, vypálena a vyrabována. Židé ji zpětně ovládli až po několika hodinách.
Koncem 40. let 20. století měl kibuc rozlohu správního území 4018 dunamů (4,018 kilometrů čtverečních).
Vesnice je pojmenována podle starověkého města Gezer, které se v tomto regionu rozkládalo a jehož pozůstatky se dochovaly v nedaleké lokalitě Tel Gezer.

## Demografie
Podle údajů z roku 2014 tvořili naprostou většinu obyvatel v Gezer Židé (včetně statistické kategorie "ostatní", která zahrnuje nearabské obyvatele židovského původu ale bez formální příslušnosti k židovskému náboženství).
Jde o menší obec vesnického typu s dlouhodobě stagnující populací. K 31. prosinci 2014 zde žilo 276 lidí. Během roku 2014 populace klesla o 2,8 %.
| Rok            | 1948 | 1961 | 1972 | 1983 | 1995 | 2001 | 2003 | 2004 | 2005 | 2006 | 2007 | 2008 | 2009 | 2010 | 2011 | 2012 | 2013 | 2014 |
| -------------- | ---- | ---- | ---- | ---- | ---- | ---- | ---- | ---- | ---- | ---- | ---- | ---- | ---- | ---- | ---- | ---- | ---- | ---- |
| Počet obyvatel | 171  | 179  | 18   | 139  | 286  | 321  | 339  | 356  | 338  | 353  | 367  | 358  | 284  | 285  | 260  | 263  | 284  | 276  |